# روبرتو كاستيلو ساندوفال
روبرتو كاستيلو ساندوفال (بالإسبانية: Roberto Castillo Sandoval)‏ هو كاتب تشيلي، ولد في 14 نوفمبر 1957.